# Qualité (philosophie)
Pour les articles homonymes, voir qualité (homonymie).
Une qualité (du latin qualitas) est un attribut ou une propriété. En philosophie contemporaine, l'idée de qualité, et en particulier de la façon de distinguer certain types de qualités les uns des autres, reste controversée.

## Contexte
Aristote analyse les qualités dans son traité de logique les Catégories. Pour lui, les qualités sont des attributs hylémorphiquement formels, tels que « blanc » ou « grammatical ». Les catégories d'état, tels que « chaussé » et « armé » sont également des qualités non essentielles (katà symbebekós). Aristote observe : « une seule et même substance, tout en conservant son identité, est encore capable de recevoir des qualités contraires. Le même individu est une fois blanc, une autre fois noir, à un moment chaud, à un autre moment froid, à un moment bon, à un autre mauvais. Cette capacité ne se trouve nulle part ailleurs... c'est la marque propre de la substance qu'elle doit être capable de recevoir des qualités contraires, car c'est en changeant elle-même qu'elle le fait ». Aristote décrit quatre types d'opposés qualitatifs : « corrélatifs », « contraires », « privatifs » et « positifs ».
John Locke présente une distinction entre les qualités primaires et secondaires dans son Essai sur l'entendement humain. Pour Locke, une qualité est une idée d'une sensation ou d'une perception. Locke affirme en outre que les qualités peuvent être divisées en deux types : Qualités primaires et secondaires. Les qualités primaires sont intrinsèques à un objet — chose ou personne — alors que les qualités secondaires dépendent de l'interprétation du mode subjectif et du contexte de l'apparition. Une ombre par exemple est une qualité secondaire. Elle nécessite qu'un certain éclairage soit appliqué à un objet. Pour un autre exemple, considérons la masse d'un objet. Le poids est une qualité secondaire puisque, comme mesure physique de la force gravitationnelle, il varie selon la distance à, et la masse d'objets très massifs comme la Terre, tel que décrit par la loi universelle de la gravitation. On pourrait penser que la masse est intrinsèque à un objet et donc une qualité primaire. Dans le contexte de la relativité, l'idée de masse quantifiant une quantité de matière exige la prudence. La masse relative varie selon des observateurs voyageant de façon différente ; puis il y a l'idée de masse au repos ou masse invariante (la magnitude du vecteur 4 énergie-élan), fondamentalement une masse relativiste est un système dans son propre cadre de repos (en) de référence. (Il faut cependant noter qu'Aristote établit une distinction entre la qualification et la quantification ; la qualité d'une chose peut varier en degré). Seule la masse relative (en) invariante d'un système isolé est la même que celle observée dans les cadres de repos d'observateurs voyageant de façon différente et conservée dans les réactions. En outre, la chaleur d'un système, y compris l'énergie de ses particules sans masse tels que les photons, contribue à la masse invariante du système (en effet, sinon même la masse invariante d'un système isolé ne serait pas conservée dans les réactions) ; même un nuage de photons voyageant dans des directions différentes a, dans son ensemble, un cadre de repos et une énergie de repos équivalente à la masse invariante. Ainsi, traiter la masse au repos (et du même coup, l'énergie au repos) comme une qualité intrinsèque distinctive de la matière physique soulève la question de ce qui doit compter comme matière physique. Peu de la masse invariante d'un hadron (par exemple un proton ou un neutron) est constitué des masses invariantes de son composant quarks (dans un proton, environ 1%) à côté des champs de particules de leur gluon. L'essentiel consiste en énergie contraignante de quantum chromodynamique des gluons (sans masse) (voir Masse des quarks).

## Conceptions métaphysique et ontologique de la qualité
La philosophie et le sens commun ont tendance à considérer les qualités comme liées soit aux sentiments subjectifs soit aux faits objectifs. Les qualités de quelque chose dépendent des critères appliqués et, d'un point de vue neutre, ne déterminent pas sa valeur philosophique non plus que sa valeur économique). D'un point de vue subjectif, quelque chose peut être bien (en) parce que c'est utile, parce que c'est beau ou simplement par ce qu'il existe. Déterminer ou trouver des qualités implique donc la compréhension de ce qui est utile, de ce qui est beau et de ce qui existe. Communément, la « qualité » peut signifier un degré d'excellence, comme dans « un produit de qualité » ou « travail de qualité moyenne ». Elle peut également se référer à une propriété de quelque chose comme « la qualité addictive de la nicotine ». Dans son livre Traité du zen et de l'entretien des motocyclettes, Robert M. Pirsig examine les concepts de qualité dans le classicisme et le romantisme, cherchant une métaphysique de qualité et une réconciliation de ces points de vue en termes de holisme non dualiste.

## Source de la traduction
- (en) Cet article est partiellement ou en totalité issu de l’article de Wikipédia en anglais intitulé « Quality (philosophy) » (voir la liste des auteurs).